# 姬伯粉蝨
姬伯粉蝨（学名：Bemisia giffardi）为粉蝨科伯粉蝨屬下的一个种。